# Tetsuo: The Iron Man
Tetsuo: The Iron Man (鉄男, Tetsuo) és una pel·lícula de horror japonesa i ciència-ficció de 1989 dirigida, escrita i produïda per Shinya Tsukamoto, ha estat considerada un parteaguas en la cinematografia japonesa ja que la seva estètica és seguida i re-evolucionada per pel·lícules clàssiques del gènere la fama del qual ha transcendit fronteres.Tetsuo: The Iron Man, malgrat ser de baix pressupost, no manca d'efectes especials i és una de les grans obres mestres del cinema japonès de ciència-ficció. Fou seguida per Tetsuo II: Body Hammer (1992) i Tetsuo: The Bullet Man (2009).

## Argument
Un home anomenat Yatsu, fetitxista del metall, entra en el seu amagatall a Tòquio, ple de peces de metall i fotos d'atletes famosos. Es talla la cuixa amb un ganivet, i insereix una barra d'acer en la ferida oberta. Més tard, en veure cucs en la seva ferida, cau en la histèria i surt cridant al carrer, on és atropellat per un cotxe. El conductor és un assalariat i la seva xicota, qui en veure el cos, decideixen ocultar-lo. No obstant això, el cos de l'atropellat desperta i es venja de l'assalariat, ocasionant que el conductor sigui forçat a convertir-se en una pila de metall i escombraries electròniques.
Amb el temps, l'assalariat té símptomes de la «maledicció» de l'atropellat, perquè mentre s'afaitava, descobreix un tros de metall inserit en la seva galta. En intentar retirar la peça de metall, descobreix que la té molt dins del seu cos i continua creixent. Durant el seu trajecte cap a l'estació de tren, l'assalariat és atacat i perseguit per tota l'estació per una dona que ha estat modificada amb parts de metall. L'assalariat aconsegueix escapar de la dona, que al principi era normal, però acaba com una criatura deformada amb parts metàl·liques incrustades per tot el seu cos. L'assalariat té aquesta nit un malson, on la seva xicota es converteix en una ballarina exòtica amb parts metàl·liques al seu cos i una mànega a manera de fal·lus amb el qual el sodomitza. Després de despertar del malson, el jove i la seva nxicota tenen sexe i després ella menja de manera suggeridora, però cada interacció amb el menjar és acompanyada de grinyols metàl·lics. Conforme continua el joc sexual, el jove escolta sons metàl·lics i descobreix que el seu penis s'ha convertit en una espècie de trepant. La xicota s'adona de la metamorfosi de la seva parella i veu al jove amb parts metàl·liques en gairebé tot el seu cos; en intentar escapar després de colpejar-lo amb una paella, ella és assassinada pel trepant.
Desesperat i aterrit, l'assalariat és visitat per la persona que li va ocasionar la transformació i li diu que en el futur serà completament dominat per grotesques criatures metàl·liques, en un ambient post-apocalíptic. L'assalariat i l'home metàl·lic viatgen a un edifici abandonat on discuteixen com van aconseguir convertir-se en criatures metàl·liques i comença una batalla. Durant la batalla tots dos intenten combinar-se i resulten en una criatura metàl·lica units amb un cordó umbilical metàl·lic i amb dos caps. Decideixen terroritzar al món i convertir a tots en éssers mecànics.

## Repartiment
- Tomorowo Taguchi com a salaryman.[2]
- Kei Fujiwara coma dona.[2]
- Nobu Kanaoka com a dona amb ulleres.[4]
- Shinya Tsukamoto com a jove.[4]
- Naomasa Musaka com a doctor.[4]
- Renji Ishibashi com a Tramp.[4]

## Producció
El director Tsukamoto té en la seva filmografia dos curtmetratges amb temàtica semblant. Amb aquesta experiència i confiança, es va animar a crear un llargmetratge usant diners propis. La cinta va ser filmada en cinta de 16mm usant blanc i negre com a tècnica artística i una il·luminació expressiva; a més conté diverses escenes en stop motion per simular els efectes especials. Les parts metàl·liques de les criatures van ser parts de vells televisors i altres aparells electrònics, que van ser pegats al cos dels actors, es va preferir aquest mètode per falta de pressupost. La cinta va ser filmada en 18 mesos i en finalitzar, el director va manifestar la idea de destruir el negatiu pels problemes ocasionats i gran part de l'elenc i staff va descriure la filmació com una mala experiència. Amb la falta d'una audiència adequada, la cinta va ser estrenada en un festival de cinema d'horror a Roma l'any 1989, on va guanyar el premi a millor llargmetratge. Amb el seu èxit en cinemes japonesos, la cinta va ser estrenada als Estats Units en 1992 i posteriorment en format DVD en 1998.

## Recepció
La cinta té crítiques positives, al lloc Rotten Tomatoes manté un 77% d'acceptació i una qualificació de 7.2 sobre 10. El crític Stephen Holden del diari The New York Times va descriure la cinta com «un acte salvatge i amb un pervers sentit de l'humor; és una cinta limitada a aficionats d'estranys gèneres cinematogràfics». Richard Harrington del diari The Washington Post va comentar que «és una cinta surrealista tan estranya com Eraserhead, se sent com una caricatura pertorbadora».